# Киндлер, Бригитте
Бригитте Киндлер (нем. Brigitte Kindler, 31 августа 1957, Вена, Австрия) — австрийская хоккеистка (хоккей на траве), полевой игрок.

## Биография
Бригитте Киндлер родилась 31 августа 1957 года в Вене.
Играла в хоккей на траве за «Арминен» из Вены. Провела 135 матчей за национальную команду.
В 1980 году вошла в состав женской сборной Австрии по хоккею на траве на летних Олимпийских играх в Москве, занявшей 5-е место. Играла в поле, провела 5 матчей, забила 2 мяча (по одному в ворота сборных Польши и Зимбабве).